# Pierre Viette
Pierre E. L. Viette (29 de junt de 1921 – 30 d'abril del 2011) fou un entomòleg francès.
Va transcórrer la seva carrera sencera al Museu Nacional d'Història Natural de París. Va especialitzar-se amb la sistemàtica dels insectes, especialment Lepidòpters. Va publicar més de 400 articles.